# Малацентув
Малацентув (пол. Małacentów) — село в Польщі, у гміні Лаґув Келецького повіту Свентокшиського воєводства.
Населення — 66 осіб (2011).
У 1975-1998 роках село належало до Келецького воєводства.

## Демографія
Демографічна структура на день 31 березня 2011 року:
|          | Загалом | Допрацездатний вік | Працездатний вік | Постпрацездатний вік |
| -------- | ------- | ------------------ | ---------------- | -------------------- |
| Чоловіки | 37      | 9                  | 25               | 3                    |
| Жінки    | 29      | 7                  | 16               | 6                    |
| Разом    | 66      | 16                 | 41               | 9                    |